# امبیالت
امبیالت (به فرانسوی: Ambialet) یک کامین در فرانسه است که در Canton of Villefranche-d'Albigeois واقع شده‌است.

## خصوصیات
امبیالت ۳۰٫۰۴ کیلومترمربع مساحت و ۴۴۱ نفر جمعیت دارد و ۱۹۰ متر بالاتر از سطح دریا واقع شده‌است.